# 茶盘洲镇
茶盘洲镇，是中华人民共和国湖南省益阳市沅江市下辖的一个乡镇级行政单位。

## 行政区划
茶盘洲镇下辖以下地区：
幸福港社区、南洲街社区、创新村、新华村、柴洲包村、红旗村、合兴村、玉竹村、鹅洲村、苏湖头村、南港村、东湖村、渔坪村、花果山村、宏武村、永丰村、新湖村、双华村、南洲村、幸福村、北闸村、东堤村、镇郊村和天心渔村。